# Multi-purpose vehicle
Un Multi-purpose Vehicle (spesso abbreviato MPV) è un tipo di configurazione di carrozzeria nato all'inizio degli anni duemila e consistente in un incrocio tra una carrozzeria di tipo monovolume e una di tipo familiare, al fine di aumentare sia l'abitabilità interna sia la capacità di carico.
Sebbene il termine sia recente, il concetto che racchiude ha una storia ben più lunga che ha portato le berline e utilitarie, sin da metà degli anni cinquanta a mutarsi in monovolumi. Nei paesi di lingua inglese e tedesca sono infatti definiti semplicemente minivan (monovolumi).

## Contesto

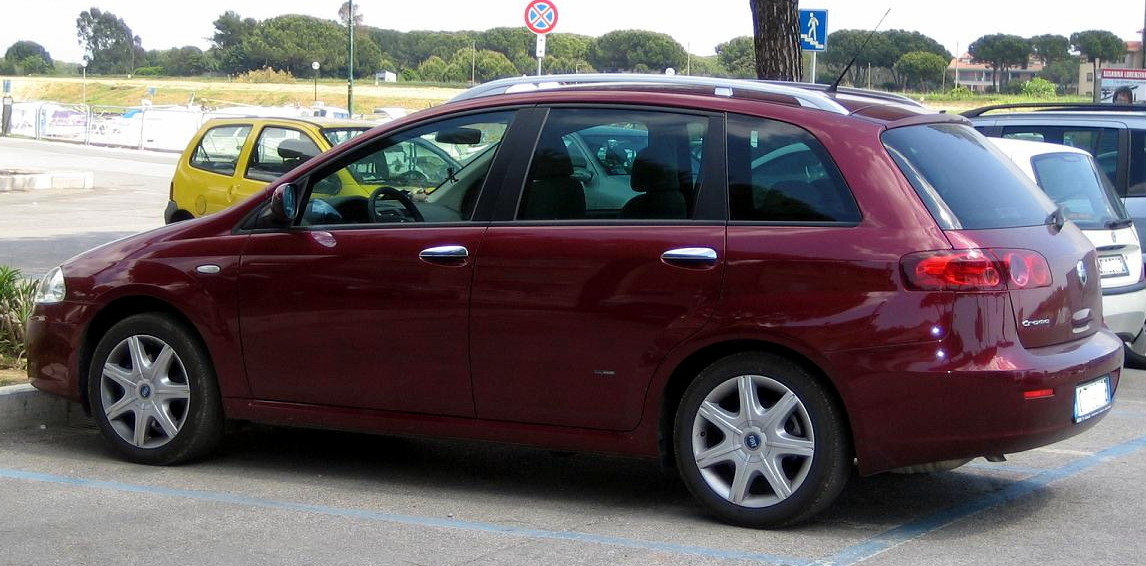
Una Fiat Croma degli anni 2000, caratteristico esempio di berlina con carrozzeria MPV

Come il nome suggerisce, Veicolo per molteplici scopi (o tutto in uno), s'identificano come MPV diverse tipologie di vetture adatte a diversi tipi di utilizzo. Il termine MPV infatti racchiude veicoli già identificati con termini più specifici, come le multispazio, dove vi è una ricerca dei volumi volta a massimizzare la capacità di carico merci senza sacrificare eccessivamente l'abitabilità dei passeggeri.
Nel 2005, quasi in contemporanea escono due vetture denominate MPV molto particolari: la Fiat Croma e la Mercedes Classe R; lo scopo di queste vetture era il massimo comfort in viaggio, quindi la ricerca dei volumi era tutta concentrata nel massimizzare l'abilità interna senza sacrificare lo spazio per i bagagli. Questa tendenza ad aumentare sia l'abitabilità sia la capacità di carico è proprio l'unione dei concetti delle due tipologie di carrozzeria che una MPV racchiude senza i compromessi dell'una o dell'altra (la wagon aumenta il carico semplicemente allungando il volume posteriore, senza aumentare l'abitabilità, viceversa la monovolume aumenta l'abitabilità ma non si concentra sulla capacità di carico). Per raggiungere lo scopo, la volumetria di una MPV non viene solamente incrementata intervenendo sulla lunghezza del veicolo come avviene per le station wagon, ma si punta prevalentemente sull'aumento dell'altezza e, in misura minore, in larghezza; nel 1998 esce una vettura che della larghezza ne fa il suo forte, la Fiat Multipla, in grado di ospitare 6 passeggeri in sole due file e in meno di quattro metri di lunghezza, che ottiene anche un discreto successo nel mercato italiano, meno nel resto d'Europa.
Sebbene il termine si sia ricavato una propria individualità negli anni duemila, col passare del tempo viene a perdersi per essere sostituito con terminologie più specifiche, venendo ormai usato come sinonimo di monovolume, anche a causa dell'enorme espansione di autovetture dalle forme ibride che hanno reso sempre meno marcati i confini fra un tipo di carrozzeria e l'altro.
Negli Stati Uniti d'America il termine è perlopiù identificato come automobile tuttofare votata alla praticità, quindi tra le sue prerogative di abitabilità e capacità di carico elevata, aggiunge anche la guida rialzata e l'abilità in diversi tipi di terreno; questa concezione di veicolo in Europa è conosciuta come Crossover SUV.
Oltre a questi termini riferiti al campo automobilistico volto al trasporto passeggeri, multi-purpose vehicle è genericamente usato per identificare un veicolo volto a soddisfare più scopi, o veicolo tuttofare.